# Яковлев, Георгий Павлович
Георгий Павлович Яковлев (18 июня 1915 — 29 августа 1988) — советский архитектор.

## Биография
Георгий Яковлев родился 18 июня 1915 года. Будучи учеником 9-10 классов ленинградской трудовой школы, начал трудовую деятельность, устроившись художником-декоратором в заводской клуб. В 1936 году поступил на архитектурный факультет ленинградской Академии художеств. В 1943 году окончил институт, защитив дипломный проект «Музей Красной армии в Москве».
После начала Великой Отечественной войны, будучи студентом, был командирован на строительство спецпомещений в качестве техника-строителя. Во время блокады Ленинграда Яковлев был отозван райвоенкоматом и направлен в политчасть в качестве художника-плакатиста. Он проработал некоторое время на этой должности в горвоенкомате, а затем был эвакуирован вместе с Академией художеств в Среднюю Азию.
В 1943 году Георгий Яковлев переехал в Москву. Работал в Государственных архитектурных мастерских. Принимал участие в конкурсах проектов индивидуальных домов, за что был премирован. Разрабатывал типовые проекты домов для застройки разрушенных войной городов. В 1948 году вступил в Союз архитекторов СССР.
Под руководством архитектора В. Г. Гельфрейха с 1948 года работал над одним из двух вариантов высотного здания на Смоленской площади. Предложенный Яковлевым вариант на стадии эскиза был принят Комитетом по делам архитектуры при Совете Министров СССР и лёг в основу дальнейшего проектирования здания. Вместе с В. Г. Гельфрейхом он также принимал участие в проектировании читальных залов Библиотеки имени В. И. Ленина. Одновременно в соавторстве с архитектором И. Е. Рожиным участвовал в конкурсе на памятник Победы в Вильнюсе и проектировал станцию метро «Смоленская».
С 1953 года вместе с архитектором Л. В. Рудневым принимал участие в проектировании Дворца культуры и науки в Варшаве. В 1955—1959 годах находился в командировке в Китае, где занимался проектированием и строительством посольства СССР в Пекине. В 1959 году вернулся в Москву, но вскоре был направлен в командировку в Албанию, где вместе с группой московских архитекторов участвовал в проектировании Дворца культуры и науки в городе Тирана.
Вернувшись из Албании, работал в мастерской № 2 Моспроекта (в последующем — № 22). Принимал участие в проектировании и застройке Ленинградского района Москвы
Одной из самых крупных работ архитектора стало здание института «Гидропроект» на развилке Ленинградского и Волоколамского шоссе, спроектированное совместно с архитектором Н. А. Джеваншировой. В процессе проектирования и строительства Г. П. Яковлев с целью ознакомления с современной архитектурой совершил ряд зарубежных поездок - в Данию, Англию, Шотландию, Алжир, Марокко, Тунис, Грецию, Турцию, Италию, Чехословакию и Францию. Во Франции состоялась встреча Г. П. Яковлева с Ле Корбюзье.
В 1970-х годах Г. П. Яковлев работал главным архитектором проектов мастерской № 14 Моспроекта-2. Ему было поручено строительство нового учебного корпуса Московского авиационного института на примыкающей к «Гидропроекту» территории. Для этой работы была создана архитектурная мастерская под руководством Г. П. Яковлева. Проектирование и строительство главного учебного корпуса МАИ заняло около десяти лет.
Среди других проектов Г. П. Яковлева памятники героям Брестской крепости в Бресте, защитникам Москвы в Химках-Ховрине, конкурсные и заказные проекты памятников В. И. Ленину в Москве и Таганроге, мемориальная доска В. И. Ленину в Москве. По его проекту (совместно со скульптором А. А. Ширниным и архитектором Ю. И. Цыгановым) был сооружён монумент Воинской славы в Йошкар-Оле, за что Г. П. Яковлев был удостоен Государственной премии Марийской АССР. Совместно со скульпторами разрабатывал эскизы декоративных панно и скульптурных рельефов для зданий МИДа, «Гидропроекта» и МАИ.
Умер 29 августа 1988 года. Урна с прахом в колумбарии Ваганьковского кладбища.

## Награды
- Государственная премия Марийской АССР — за активное участие в создании Монумента воинской славы в городе Йошкар-Оле[4]
- Почётная грамота министра строительства предприятий тяжелого машиностроения — за проектирование и строительство высотного здания на Смоленской площади[4]
- Почётная грамота МИД СССР — за строительство посольства СССР в КНР[4]
- Почетная грамота Президиума Верховного Совета Марийской АССР — за активное участие в создании Монумента воинской славы в городе Йошкар-Оле[4]
- Медаль ВДНХ «За достигнутые успехи в развитии народного хозяйства СССР»[4]
- Медаль «За доблестный труд в Великой Отечественной войне 1941—1945 гг.»[4]
- Юбилейная медаль «Тридцать лет Победы в Великой Отечественной войне 1941—1945 гг.»[4]